# Боде (река)
Бо́де (нем. Bode) — река в Германии, левый приток Зале, протекает по земле Саксония-Анхальт. Длина — около 160 км.
Образуется слиянием двух небольших рек — Варме («Тёплая») Боде и Кальте («Холодная») Боде, которые в свою очередь берут начало на склонах Брокена в Гарце. У Нинбурга впадает в Зале — приток Эльбы.
Среди притоков — Хольтемме и Зельке.
На реке и её притоках расположена система плотин и водохранилищ (в том числе построенная в 1950-х годах одна из крупнейших плотин Германии на притоке Раппбоде), сооружённых в том числе для защиты от катастрофических паводков.